# Saut en longueur masculin aux championnats du monde d'athlétisme en salle 2016
Pour un article plus général, voir Championnats du monde d'athlétisme en salle 2016.
Navigation
2014 2018
Le concours du saut en longueur masculin des championnats du monde en salle 2016 se déroule le 20 mars 2016 à Portland, aux États-Unis.

## Faits marquants
Le Sud-Africain Rushwal Samaai réalise le meilleur premier essai avec 8,14 m. Le meilleur aux bilans, Marquis Dendy, effectue un premier saut à 8,05 m avant de prendre la tête avec 8,26 m. Samaai bat le record d'Afrique du Sud avec 8,18 m, mais Jeff Henderson le relègue à la 3e place grâce à un saut à 8,19 m.
Au 3e essai, le Chinois Huang Changzhou passe 3e avec 8,19 m, record personnel égalé. L'Australien Fabrice Lapierre bat ensuite le record d'Océanie avec 8,26 m et prend la 2e place.
Au dernier essai, Huang réussit 8,21 m, record personnel, et obtient le bronze.

## Meilleures performances mondiales en 2016
Les meilleures performances mondiales en 2016 (top 5) avant les Championnats du monde en salle sont :
|   | Athlète         | Pays        | Marque | Lieu        | Date            |
| - | --------------- | ----------- | ------ | ----------- | --------------- |
| 1 | Marquis Dendy   | États-Unis  | 8,41 m | Portland    | 11 mars 2016    |
| 2 | Greg Rutherford | Royaume-Uni | 8,26 m | Albuquerque | 5 février 2016  |
| 3 | Bachana Khorava | Géorgie     | 8,25 m | Tbilissi    | 7 février 2016  |
| 4 | Kafétien Gomis  | France      | 8,23 m | Aubière     | 28 février 2016 |
| 5 | Huang Changzhou | Chine       | 8,19 m | Nanjing     | 3 mars 2016     |

## Médaillés
| Or            | Argent           | Bronze          |
| Marquis Dendy | Fabrice Lapierre | Huang Changzhou |

## Résultats

### Finale
14 athlètes participent à la finale.
| Rang               | Athlète          | Pays                    | Essais | Essais | Essais | Essais | Essais | Essais | Marque | Notes |
| Rang               | Athlète          | Pays                    | 1      | 2      | 3      | 4      | 5      | 6      | Marque | Notes |
| ------------------ | ---------------- | ----------------------- | ------ | ------ | ------ | ------ | ------ | ------ | ------ | ----- |
| Médaille d'or      | Marquis Dendy    | États-Unis              | 8,05   | 8,26   | x      | 8,06   | x      | x      | 8,26   |       |
| Médaille d'argent  | Fabrice Lapierre | Australie               | 7,29   | 7,78   | 8,25   | x      | 7,79   | x      | 8,25   | AIR   |
| Médaille de bronze | Huang Changzhou  | Chine                   | 7,76   | 7,82   | 8,19   | 7,91   | 7,95   | 8,21   | 8,21   | PB    |
| 4                  | Jeff Henderson   | États-Unis              | 7,99   | 8,19   | 7,98   | 8,14   | 8,17   | 8,00   | 8,19   | SB    |
| 5                  | Rushwal Samaai   | Afrique du Sud          | 8,14   | 8,18   | 8,03   | x      | x      |        | 8,18   | NIR   |
| 6                  | Daniel Bramble   | Royaume-Uni             | x      | 7,84   | 8,12   | 7,93   | 8,14   |        | 8,14   | SB    |
| 7                  | Emiliano Lasa    | Uruguay                 | 7,94   | x      | 7,70   | x      | 7,86   |        | 7,94   | NIR   |
| 8                  | Wang Jianan      | Chine                   | 7,82   | 7,85   | 7,88   | 7,88   | 7,93   |        | 7,93   |       |
| 9                  | Kafétien Gomis   | France                  | 7,73   | 7,73   | 7,88   |        |        |        | 7,88   |       |
| 10                 | Radek Juška      | Tchéquie                | 7,88   | x      | x      |        |        |        | 7,88   |       |
| 11                 | Ifeanyi Otuonye  | Îles Turques-et-Caïques | x      | 7,38   | 7,40   |        |        |        | 7,40   |       |
| 12                 | Yohei Sugai      | Japon                   | 7,25   | 6,95   | 7,35   |        |        |        | 7,35   | SB    |
| 13                 | Quincy Breell    | Aruba                   | 7,21   | 7,25   | 7,20   |        |        |        | 7,25   | NIR   |
| -                  | Ted Hooper       | Taipei chinois          | x      | x      | x      |        |        |        | NM     |       |

### Légende
Records et Performances
- AR : Record continental (area record)
- CR : Record des championnats (championship record)
- MR : Record du meeting (meet record)
- NR : Record national (national record)
- OR : Record olympique (olympic record)
- PR : Record paralympique (paralympic record)
- PB : Record personnel (personal best)
- SB : Meilleure performance personnelle de la saison (season's best)
- WL : Meilleure performance mondiale de l'année (world leader)
- WJR : Record du monde junior (world junior record)
- WR : Record du monde (world record)

Circonstances et Conditions
- DNF : N'a pas terminé (did not finish)
- DNS : N'a pas pris le départ (did not start)
- DQ : Disqualification (disqualification)
- NM : Aucun essai valable enregistré (No Mark)
- Q : Qualifié « directement » au prochain tour (ou à la prochaine compétition), lors d'une compétition majeure, grâce au classement ou à la réalisation des minima (automatic qualifier)
- q : Qualifié au prochain tour (ou à la prochaine compétition), lors d'une compétition majeure, grâce au repêchage ou à la réalisation de l'une des meilleures performances parmi celles des « non qualifiés directement » (grâce au meilleur temps ou à la meilleure distance par exemple) (secondary qualifier)